# Rafaela Borggräfe
Rafaela Borggräfe (Emmendingen, 5 maart 2000) is een voetbalspeelster uit Duitsland. Ze speelt als doelverdediger voor Liverpool in de Super League.

## Clubcarrière
Borggräfe begon met voetballen bij SC Holzhauzen in 2005. Na een periode bij SC March voegde ze zich in 2013 in de jeugdopleiding van SC Freiburg. Hier maakte ze minuten in de onder 17 en onder 20 teams. In het seizoen 2020/21 werd ze verhuurd aan het Zwitserse FC Aarau waar ze haar debuut maakte op het hoogste voetbalniveau maakte in de Super League. In het seizoen 2021/22 keerde ze terug bij SC Freiburg waar ze Lena Nuding afloste als eerste keepster. Ze maakte haar debuut in een DFB Pokal wedstrijd tegen SpVgg Germania Ebing. In de zomer van 2022 blesseerde Nuding haar hand waardoor Borggräfe voor een lange periode eerste keepster was van de club uit Zuid-Duitsland. Door ziekte moest ze echter de laatste maanden van het seizoen 2022/23, waaronder de finale van de DFB Pokal, missen. Sinds december 2023 is Borggräfe weer teruggekeerd onder de lat bij SC Freiburg.
Op 18 juli 2025 tekende Borggräfe een contract bij het Engelse Liverpool.

## Statistieken
| Seizoen | Club           | Land        | Competitie        | Wedstrijden | Doelpunten |
| ------- | -------------- | ----------- | ----------------- | ----------- | ---------- |
| 2017/18 | SC Freiburg II | Duitsland   | Tweede Bundesliga | 6           | 0          |
| 2020/21 | FC Aarau       | Zwitserland | Super League      | 15          | 0          |
| 2021/22 | SC Freiburg    | Duitsland   | Bundesliga        | 16          | 0          |
| 2022/23 | SC Freiburg    | Duitsland   | Bundesliga        | 10          | 0          |
| 2023/24 | SC Freiburg    | Duitsland   | Bundesliga        | 14          | 0          |
| 2024/25 | SC Freiburg    | Duitsland   | Bundesliga        | 19          | 0          |
| 2025/26 | Liverpool      | Engeland    | Super League      | 0           | 0          |
| Totaal  | Totaal         | Totaal      | Totaal            | 82          | 0          |

Laatste update: 18 juli 2025

## Interlandcarrière
Borggräfe kwam tot acht interlands voor de Duitse jeugdselecties onder 16, onder 17 en onder 19. Op het EK -19 in 2019 maakte ze onderdeel uit van de Duitse selectie, maar maakte ze geen minuten. Borggräfe debuteerde in oktober 2024 in de selectie van Duitsland -23 en stond onder de lat in een met 3-0 gewonnen wedstrijd tegen de leeftijdsgenoten van Spanje.
In december 2024 werd Borggräfe door de Duitse bondscoach Christian Wück voor het eerst opgeroepen voor het Duitse voetbalelftal. Ze verving Stina Johannes die door blessureleed was afgehaakt.